# ابن خلاد رامهرمزی
ابومحمد حسن بن عبدالرحمان اِبْن‌ِ خَلاّدِ رامْهُرْمُزی (د ۳۵۸ق/۹۶۹م)، قاضی، حدیث‌شناس و سخنور عربی‌نویس ایرانی است که او را خلادی نیز گفته‌اند. او در رامهرمز خوزستان می‌زیسته‌است. او را محدث عجم نیز خوانده‌اند.

## آثار
- المُحدَّث الفاصل بین الراوی و الواعی
- امثال النبی (امثال الحدیث): حاوی ۱۴۰ مثل است که از پیامبر اسلام روایت شده است.
- ادب الموائد
- ادب الناطق
- امام التنزیل
- ربیع المتیّم
- الرثاء و التعازی
- الریحانتین الحسن و الحسین
- رسالهٔ السفر
- الشیب و الشباب
- العلل فی مختار الاخبار
- المناهل و الاعطان
- النوادر و الشوارد.
- مباسطهٔ الوزراء

در برخی منابع نوشته‌ای در باب اطعمه به او نسبت داده‌اند.
از میان آثار یاد شده، اکنون تنها این دو کتاب در دست است:۱: امثال الحدیث. ۲: المُحدَّث الفاصل بین الراوی و الواعی (در علم اصول الحدیث).